# Can Boccato
Can Boccato és una casa noucentista de Tiana (Maresme) inclosa a l'Inventari del Patrimoni Arquitectònic de Catalunya.

## Descripció
És una casa d'estiueig unifamiliar exempta de planta baixa, pis i golfes. Al darrere de la casa hi ha un pati. Presenta un mur exterior a mitja alçada amb una reixa que envolta la perifèria de l'edifici. La teulada és a dues aigües amb les vessants força inclinades. Presenta uns amplis voladissos amb mènsules de fusta.
Les finestres de la planta baixa i el pis són rectangulars, mentre que les finestres de les golfes presenten unes finestres d'arc rodó. Les finestres de la façana principal presenten un ampit.
Avui dia la casa ha estat restaurada i presenta unes portes i finestres de fusta nova així com una coloració exterior rosa pàl·lid.

## Història
La urbanització dels terrenys de l'antiga finca de la Vilesa es va dur a terme cap a finals del segle xix principis del segle xx. En aquest sector van començar a edificar-se les torres dels estiuejants barcelonins que venien a passar les vacances. La major part d'aquestes cases van ser construïdes durant la segona dècada del segle xx, i en elles es fa palès de l'estil noucentista. La major part d'aquestes construccions van ser projectades per l'arquitecte Ramon Maria Riudor i Capella. D'ell són les construccions de Can Boccato (del 1912).